# Solenopsis laevithorax
Solenopsis laevithorax är en myrart som beskrevs av Bernard 1950. Solenopsis laevithorax ingår i släktet eldmyror, och familjen myror. Inga underarter finns listade i Catalogue of Life.